# Easington Colliery
Easington Colliery to wieś górnicza i civil parish w hrabstwie Durham w Anglii. W 2011 roku civil parish liczyła 5022 mieszkańców. Znajduje się niedaleko miasta Easington; znana jest głównie z katastrofy górniczej z 1951 roku, w wyniku której zginęły 83 osoby.
Easington Colliery zostało założone w 1899 roku niedaleko wybrzeża jako osada pracowników kopalni. 29 maja 1951 roku w wyniku wybuchu metanu zginęło 83 górników. Najmłodsza ofiara miała 18 lat, najstarsza – 68. W 1993 roku kopalnia została zamknięta – zwolniono przy tym 1400 pracowników.
W 1971 roku The Who umieścił na okładce albumu Who's Next członków zespołu stojących na stosie żwiru obok betonowego monolitu. Okładka jest uznawana za jedną z najlepszych okładek albumów wszech czasów.